# Bundeseisenbahnneugliederungsgesetz
Das Bundeseisenbahnneugliederungsgesetz (BEZNG) vom 27. Dezember 1993 ist unter Artikel 1 des Eisenbahnneuordnungsgesetzes am 1. Januar 1994 in Kraft getreten.
Es behandelt die Zusammenführung der Sondervermögen „Deutsche Bundesbahn“ und „Deutsche Reichsbahn“ zu einem einheitlichen Bundeseisenbahnvermögen.
Es wird intern in 
- einen unternehmerischen Bereich sowie
- einen Verwaltungsbereich

gegliedert mit jeweils eigener Wirtschafts- und Rechnungsprüfung. 
Der unternehmerische Bereich umfasst das Erbringen von Eisenbahnverkehrsleistungen und den Betrieb der Eisenbahninfrastruktur.
Der Verwaltungsbereich umfasst die hoheitlichen Aufgaben, die bisher von den Sondervermögen wahrgenommen worden sind, und die Verwaltung des Personals, der Verbindlichkeiten des Bundeseisenbahnvermögens sowie der nicht bahnnotwendigen Grundstücke.